# Symbrenthia sivokana
Symbrenthia sivokana är en fjärilsart som beskrevs av Moore 1899. Symbrenthia sivokana ingår i släktet Symbrenthia och familjen praktfjärilar. Inga underarter finns listade i Catalogue of Life.